# Hypogäen von Trinitapoli
 Die Hypogäen von Trinitapoli liegen in der Stadt Trinitapoli in der Provinz Barletta-Andria-Trani, in der italienischen Region Apulien.  Die in den Kalkstein gehauenen Hypogäen stammen aus dem 2. Jahrtausend v. Chr. und werden (italienisch Ipogeo dei Bronzi – deutsch „Hypogäum der Bronze“ und  italienisch Ipogeo degli Avori – deutsch „Hypogäum des Elfenbeins“) genannt. Sie wurden nach den dort gefundenen Elfenbeinfiguren eines Ebers und eines Stiers benannt, die im östlichen Mittelmeerraum hergestellt wurden. Das später ausgegrabene „Ipogeo degli Avori“ ist auch unter dem Namen „Ipogeo di Madonna di Loreto“ bekannt.

## Forschungsgeschichte
In jedem der Hypogäen wurden bei Ausgrabungen zwischen 1987 und 2000 zirka 200 Skelette von Erwachsenen und Kindern beiderlei Geschlechts, in Hockerstellung mit zahlreichen Grabbeigaben entdeckt.

## Beschreibung
Beide Hypogäen ähneln einander im Aufbau, der einem einheitlichen Bauplan zu entstammen scheint, den man auch bei anderen süditalienischen Hypogäen wie den Ipogei Terra di Corte in San Ferdinando di Puglia findet. Unterschiede sind in den Abmessungen und in verschiedenen Details, die auf das umgebende Gelände und kulturelle Veränderungen während der langen Bauzeit zurückgeführt werden können, zu finden. Der Zugang wird von einem in den Fels gearbeiteten Dromos gebildet, einer schmalen, oben offenen Rampe, deren Länge mit den Abmessungen des Hauptraumes und den Möglichkeiten des Bauplatzes korrespondiert. Beim Ipogeo degli Avori war dieser Zugang sorgfältig mit zementierten Steinen versiegelt worden, nachdem kein Platz mehr für weitere Begräbnisse vorhanden war. Diesem rampenartigen Zugang folgt ein unterirdischer, Stomion genannter Korridor, dessen Gewölbe in einer kleinen, spitzen Kuppel endet. Der Hauptraum hat in der Mitte des Gewölbes eine runde Öffnung, vermutlich als Belüftung und Rauchabzug. Die Bauweise ähnelt jener der Hypogäen des ägäischen Kulturraums.
Besonders eindrucksvoll ist die Grabstätte der „Signora delle Ambre“, die mit reichem Bernsteinschmuck beigesetzt wurde. Deren zahlreiche Grabbeigaben sollen ihre hochrangige Stellung verdeutlichen. Der Bernstein stammt teilweise aus dem Baltikum, teilweise ist er anderer Herkunft, die noch nicht geklärt wurde. Ein weiterer Skelettfund ist der „Riese von Trinitapoli“. Dabei handelt es sich um die Reste eines Mannes, der vor etwa dreitausend Jahren gelebt hat und 1,85 cm groß war. Das Gros der Beisetzungen ist jedoch nicht so alt und stammt von Nachbestattungen aus der Bronzezeit.

## Fundverbleib
Die Funde sind im Museo Civico di Via Marconi ausgestellt. Die Grabbauten selbst befinden sich in einem Archäologiepark, dem „Parco archeologico degli Ipogei Trinitapoli“ im Ofanto-Tal.